# Левин, Джейкоб
Джейкоб Левин (англ. Jacob Levin, 18 февраля 1904, Двинск — 17 июня 1992) — американский шахматист еврейского происхождения, национальный мастер. Уроженец Российской Империи. Участник чемпионатов США 1942 и 1946 гг. В качестве запасного участника входил в состав сборной США во время радиоматча со сборной СССР (1945 г.). Наибольших спортивных успехов добивался в традиционных турнирах в Вентноре (выиграл турниры 1941 и 1945 гг., еще дважды становился серебряным призером).

## Спортивные результаты
| Год  | Город       | Соревнование                          | + | − | = | Результат | Место |
| ---- | ----------- | ------------------------------------- | - | - | - | --------- | ----- |
| 1925 | Филадельфия | Чемпионат Пенсильвании                |   |   |   |           |       |
| 1932 | Филадельфия | Чемпионат Филадельфии                 |   |   |   |           |       |
| 1933 |             | Матч по телефону Бостон — Филадельфия |   |   |   |           |       |
| 1939 | Вентнор     | Турнир американских мастеров          |   |   |   |           | 2—3   |
| 1941 | Вентнор     | Турнир американских мастеров          |   |   |   |           | 1     |
| 1942 | Вентнор     | Турнир американских мастеров          |   |   |   |           | 2     |
|      | Нью-Йорк    | Чемпионат США                         |   |   |   |           | 8—9   |
| 1943 | Вентнор     | Турнир американских мастеров          |   |   |   |           | 5—7   |
| 1944 | Вентнор     | Турнир американских мастеров          |   |   |   |           | 1     |
| 1946 | Нью-Йорк    | Чемпионат США                         |   |   |   |           | 4     |